# Maxime Vachier-Lagrave
Maxime Vachier-Lagrave (phát âm tiếng Pháp: [maksˈim vaˈʃje laɡʁˈav]) (sinh 21 tháng 10 năm 1990) là một đại kiện tướng cờ vua người Pháp. Trong bảng xếp hạng hiện tại của FIDE, anh là tay cờ số 1 nước Pháp. Vachier-Lagrave là vô địch cờ vua thanh niên thế giới năm 2009 và đương kim vô địch quốc gia.

## Chuẩn đại kiện tướng
Anh đạt được chuẩn đại kiện tướng khi mới 14 tuổi 4 tháng vào năm 2005. Ba chuẩn đạt được qua các giải sau:
- Giải vô địch Paris 2004: xếp hạng 3 với 6½ điểm / 9 vòng đấu với hệ số thi đấu là 2703
- Giải đại kiện tướng NAO 2004: vô địch với 6 điểm /9 vòng, có hệ số thi đấu 2605
- Giải đại kiện tướng Evry: xếp hạng nhì với 7½ điểm và hệ số thi đấu 2712

## Thành tích thi đấu

### Các chức vô địch quốc gia
- Montluçon 1997: vô địch U-8 khi mới 6 tuổi
- Romans-sur-Isère 1999: vô địch U-10 khi 8 tuổi
- Pau 2000: vô địch U-12 khi 9 tuổi
- Hyères 2002: vô địch U-16 khi 11 tuổi
- Grand-Bornand 2003: á quân U-18 khi mới 12 tuổi
- Reims 2004: vô địch U-20 (giải trẻ) khi 13 tuổi (8 điểm / 9 ván với 2/3 đối thủ là kiện tướng)
- Chartres 2005: xếp thứ 3 giải vô địch cờ vua Pháp
- Besançon 2006: xếp thứ 5 ở giải vô địch quốc gia với 6 / 11 điểm
- Vô địch quốc gia năm 2007 sau khi thắng Vladislav Tkachiev ở trận tiebreak tranh ngôi vô địch. Ở giải đấu chính anh đạt 7½ / 11 điểm
- Vô địch quốc gia năm 2011 với 7 điểm / 11 ván
- Đồng vô địch quốc gia 2012 [2]

### Các giải trẻ thế giới
- Oropesa del Mar (Tây Ban Nha) 2000: xếp thứ ba U-10
- Oropesa-del-Mar 2001: xếp thứ 3 U-12
- Halkidiki (Hy Lạp) 2003: xếp thứ nhì U-14
- Belfort (Pháp): xếp thứ ba U-16
- Puerto Madryn (Argentina) 2009: vô địch Giải cờ vua thanh niên thế giới với 10½ / 13 điểm [3]

### Các giải đấu khác
- Vô địch giải cờ vua Paris 2007 với 7 / 9 điểm
- 5 lần vô địch giải cờ vua Biel mời 2009, 2013–2016 với 6 / 10 điểm, xếp trên các đấu thủ hàng đầu khác như Ivanchuk hay Morozevich.